# Aaron Douglas (peintre)
Pour les articles homonymes, voir Douglas.
Aaron Douglas, né le 26 mai 1899 à Topeka (Kansas) et mort le 12 octobre 1979 à Nashville (Tennessee) est un peintre, illustrateur et professeur en arts visuels américain. Il est une figure majeure du mouvement culturel afro-américain dit de la Renaissance de Harlem. 

## Biographie

### Jeunesse et formation
Aaron Douglas est le fils d'Aaron Douglas père, un boulanger, et d'Elizabeth Douglas. Après ses études secondaires à la Topeka High School (en), il est accepté à l'université du Nebraska où il obtient le Bachelor of Fine Arts (licence en Beaux arts) en 1922, puis il poursuit ses études à l'université du Kansas où il obtient son Bachelor of Arts (licence) en 1923,,.

### Carrière
Après ses études universitaires, Aaron Douglas est embauché comme enseignant en matières artistiques par la Lincoln College Preparatory Academy (en). Au bout de deux ans, en 1925, il emménage à Harlem.
Il a développé sa carrière artistique en faisant des peintures murales et en créant des illustrations abordant les problèmes sociaux liés à la ségrégation mais aussi aux États-Unis en utilisant des images centrées sur l’Afrique. En 1944, il termine sa carrière artistique en fondant le département des arts de l'université Fisk à Nashville, dans le Tennessee. Il a enseigné les arts visuels à Fisk jusqu'à sa retraite en 1966.
Douglas est connu pour être un leader éminent de l'art afro-américain moderne, dont le travail a influencé les artistes pendant de nombreuses années.

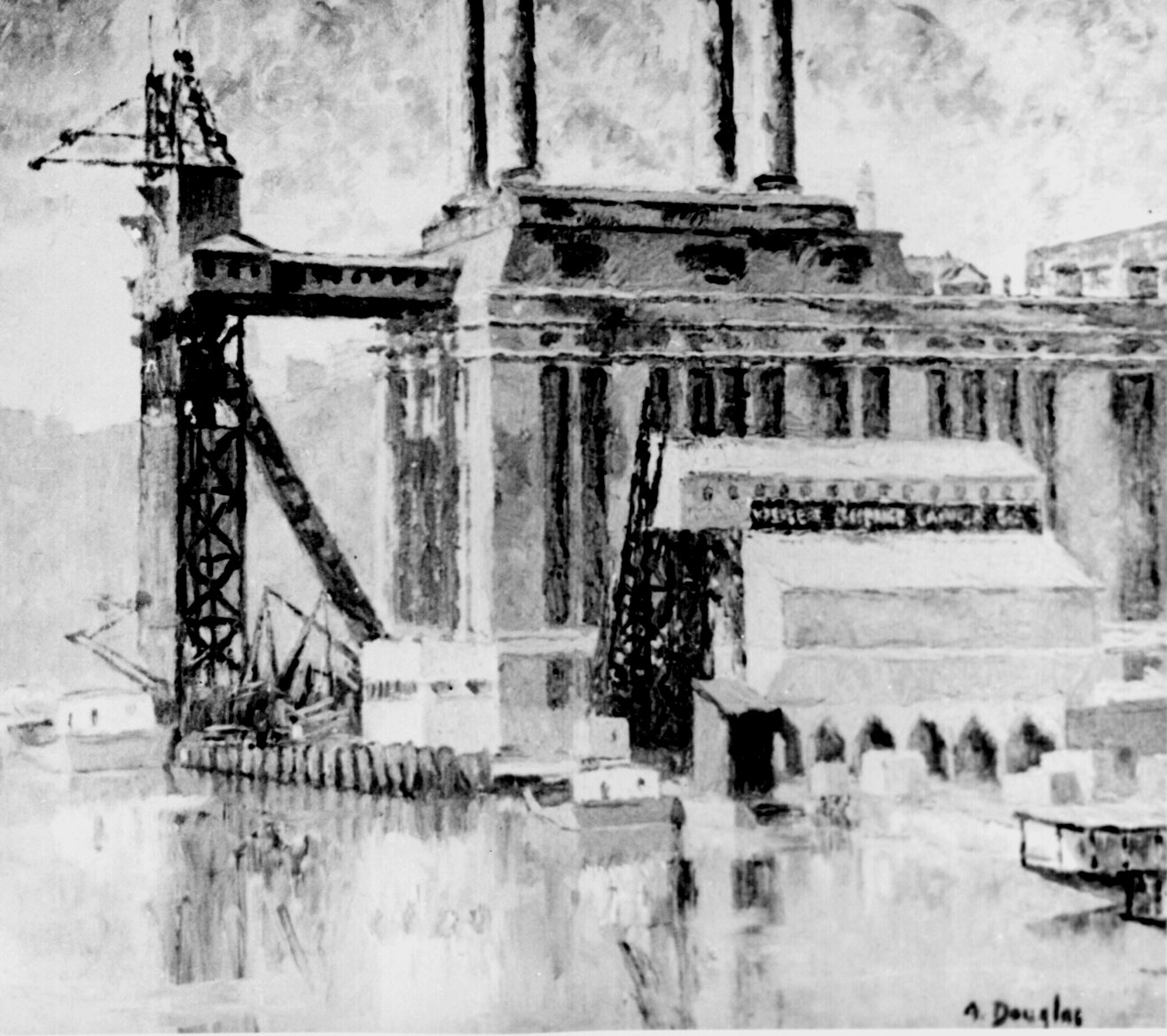
Aaron Douglas, Power Plant, Harlem, 1939.

### Vie personnelle
En 1926, il épouse Alta Mee Sawyer, qui meurt en 1958.

## Archives
Les archives d'Aaron Douglas sont déposées et consultables aux Archives of American Art du Smithsonian et à la Bibliothèque publique de New York,.

#### Essais
- (en) Amy Kirschke, Aaron Douglas : Art, Race, And The Harlem Renaissance, Jackson, University Press of Mississippi, 1er juin 1995, 166 p. (ISBN 978-0-87805-800-6, lire en ligne).
- (en) Susan Earle, Aaron Douglas : African American Modernist, New Haven,, Yale University Press, 28 octobre 2007, 272 p. (ISBN 978-0-300-12180-3 et 0-300-12180-6).

#### Articles
- (en-US) Richard J. Powell, « Paint that Thing! Aaron Douglas's Call to Modernism », American Studies, Vol. 49, No. 1/2,‎ 2008, p. 107-119 (13 pages) (lire en ligne ).
- (en-US) Cheryl R. Ragar, « The Douglas Legacy », American Studies, Vol. 49, No. 1/2,‎ 2008, p. 131-145 (15 pages) (lire en ligne ).
- (en-US) Sharif Bey, « Aaron Douglas and Hale Woodruff: African American Art Education, Gallery Work, and Expanded Pedagogy », Studies in Art Education, Vol. 52, No. 2,‎ 2011, p. 112-126 (15 pages) (lire en ligne ).